# Юридическа техника
Юридическата техника е сборът от методи, средства и прийоми, използвани в съответствие с приетите правила при изработката и систематизирането на нормативните актове, с цел да се гарантира тяхното качество. Най-важната по рода си юридическа техника е законодателната (нормотворчество), и в частност – техниката на правоприлагането.